# 威爾梅特
威爾梅特（Wilmette）是美國伊利諾州庫克郡的一個城市，位於芝加哥市中心以北14英里（23）。據2010年美國人口普查，威爾梅特有人口27,087人。